# Reusel-De Mierden

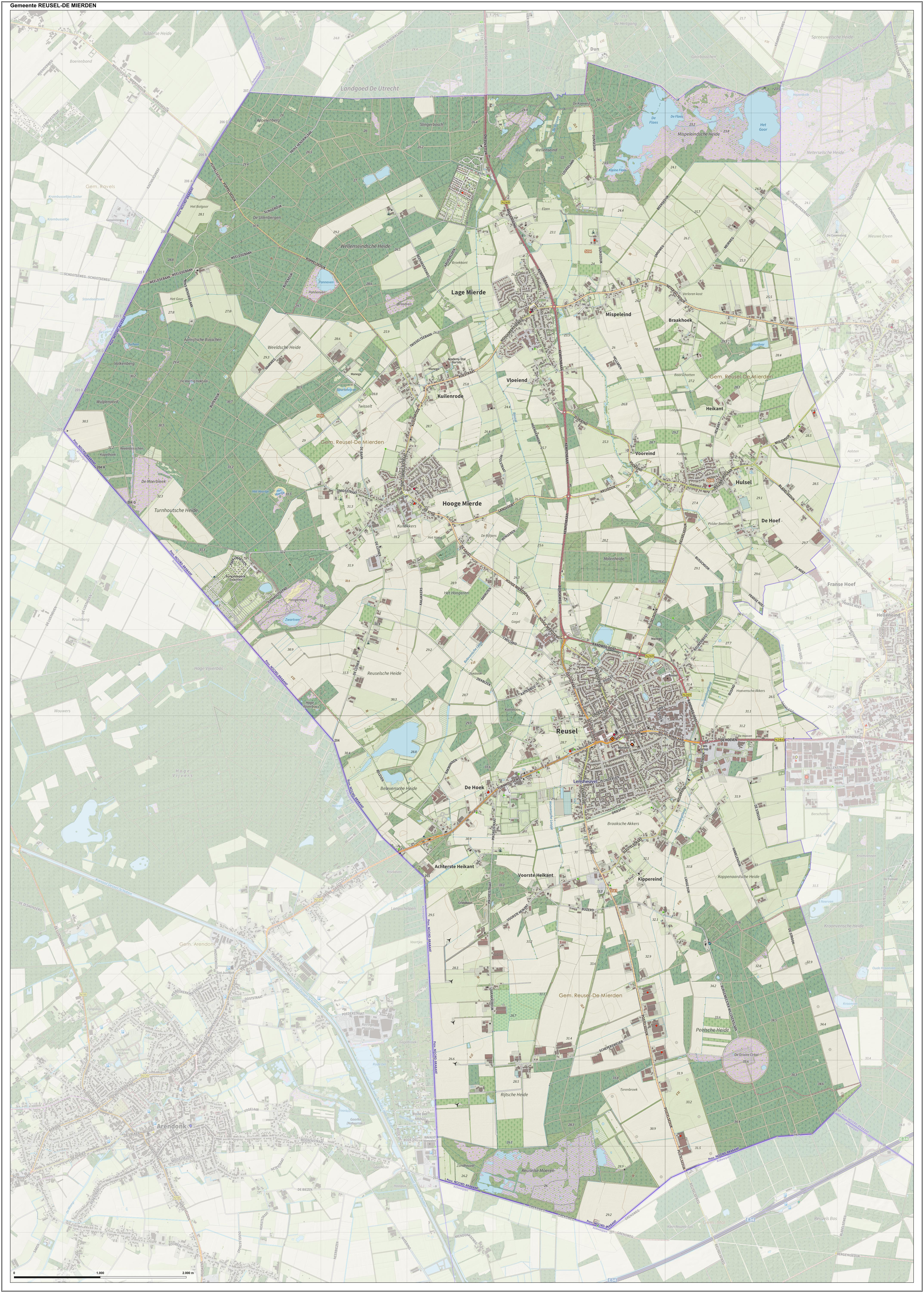
Topografische gemeentekaart van Reusel-De Mierden, juni 2019

Reusel-De Mierden (uitspraakⓘ) (Brabants: Reuzol-De Mierd) is een gemeente in de Nederlandse provincie Noord-Brabant. De gemeente telt 13.577 inwoners (22 november 2024, bron: CBS), heeft een oppervlakte van 78,22 km² en ligt op een hoogte van 30 meter. De gemeente Reusel-De Mierden maakt deel uit van de Metropoolregio Eindhoven en behoort naast de regio Kempen in zijn geheel tot de Acht Zaligheden. Ze is ontstaan in 1997 door samenvoeging van de gemeenten Reusel en Hooge en Lage Mierde.

## Kernen
In de gemeente Reusel-De Mierden liggen de volgende woonkernen:
- Hooge Mierde
- Hulsel
- Lage Mierde
- Reusel (hoofdplaats)

## Gemeenteraad
De huidige gemeenteraad van Reusel-De Mierden werd verkozen bij de gemeenteraadsverkiezingen in maart 2022.
| Gemeenteraadszetels                   | Gemeenteraadszetels | Gemeenteraadszetels | Gemeenteraadszetels | Gemeenteraadszetels | Gemeenteraadszetels | Gemeenteraadszetels | Gemeenteraadszetels |
| Partij                                | 1998                | 2002                | 2006                | 2010                | 2014                | 2018                | 2022                |
| ------------------------------------- | ------------------- | ------------------- | ------------------- | ------------------- | ------------------- | ------------------- | ------------------- |
| Samenwerking Reusel- de Mierden       | 2                   | 4                   | 5                   | 4                   | 6                   | 8                   | 8                   |
| CDA                                   | 5                   | 3                   | 4                   | 4                   | 4                   | 3                   | 3                   |
| VVD                                   | 1                   | 2                   | 2                   | 4                   | 3                   | 2                   | 2                   |
| PvdA                                  | 2                   | 2                   | 4                   | 3                   | 2                   | 2                   | 1                   |
| D66                                   | -                   | -                   | -                   | -                   | -                   | -                   | 1                   |
| Verontruste Burgers Reusel-De Mierden | 4                   | 4                   | -                   | -                   | -                   | -                   | -                   |
| Overige                               | 1                   | -                   | -                   | -                   | -                   | -                   | -                   |
| Totaal                                | 15                  | 15                  | 15                  | 15                  | 15                  | 15                  | 15                  |
| Opkomst                               |                     |                     | 56,42%              | 52,61%              | 49,70%              | 51,03%              | 48,57%              |

## Monumenten
In de gemeente zijn er een aantal rijksmonumenten en een oorlogsmonument, zie:
- Lijst van rijksmonumenten in Reusel-De Mierden
- Lijst van oorlogsmonumenten in Reusel-De Mierden

## Aangrenzende gemeenten
| Aangrenzende gemeenten | Aangrenzende gemeenten | Aangrenzende gemeenten | Aangrenzende gemeenten | Aangrenzende gemeenten |
| ---------------------- | ---------------------- | ---------------------- | ---------------------- | ---------------------- |
| Ravels (B)             |                        | Hilvarenbeek           |                        | Oirschot               |
|                        |                        |                        |                        |                        |
|                        | Bladel                 |                        |                        |                        |
|                        |                        |                        |                        |                        |
| Arendonk (B)           |                        | Mol (B)                |                        |                        |